# Dret de la competència europeu
El Dret de la Competència europeu és un dels àmbits de competència de la Unió Europea. La llei de competència regula l'exercici de poder de mercat per les grans empreses, els governs i d'altres entitats econòmiques. A la UE, és important per garantir la realització del mercat interior, és a dir, la lliure circulació de la mà d'obra de persones, béns, serveis i capitals en una Europa sense fronteres. Les quatre àrees principals d'intervenció inclouen: 
- Els càrtels, el control o la col·lusió i d'altres pràctiques contràries a la competència que afecten la UE –o, des de 1994, l'Espai Econòmic Europeu–. Això està cobert per l'article 101 del Tractat del Funcionament de la Unió Europea (TFUE).
- Els monopolis, o prevenir l'abús de les empreses que tenen posicions dominants en el mercat. Això es regeix per l'article 102 del TFUE. En aquest article també dona lloc a l'autoritat de la Comissió d'acord amb la següent zona.
- Fusions, el control de propostes de fusions, adquisicions i empreses conjuntes que involucren empreses que tenen un determinat volum de negocis a la UE / EEE. Es regeix pel Reglament 139/2004 (Reglament de concentracions) de la CE.[1]
- Ajuts estatals, el control directe i indirecte dels ajuts concedits pels Estats membres de la Unió Europea per a les empreses. Cobert per l'article 107 del TFUE.

Aquest últim punt és una característica única del dret comunitari de competència de la UE. Ja que la Unió Europea està formada per estats membres independents, tant la política de competència i la creació del mercat únic europeu podria ser neutralitzat, ja que els Estats membres si són lliures de donar suport les empreses nacionals. L'autoritat d'aplicar el Dret comunitari de competència recau en la Comissió Europea i la seva Direcció General de Competència, malgrat els ajuts estatals en alguns sectors, com el transport, que són guiats per altres Direccions Generals. L'1 de maig de 2004, un règim descentralitzat per a la defensa de la competència va entrar en vigor, per tal d'augmentar l'aplicació del dret de competència europeu per les autoritats i els tribunals de competència nacionals.